# Le Trésor de l'île aux oiseaux
Pour plus de détails, voir Fiche technique et Distribution.
Le Trésor de l'île aux oiseaux (Poklad Ptacího ostrova) est un long métrage d'animation tchèque réalisé par Karel Zeman, sorti en 1953.

## Synopsis
Dans ce conte oriental illustré à la manière des miniatures persanes, Ali, un jeune pêcheur, sauve la vie d'un pirate qui a dissimulé un trésor sur l'île aux oiseaux. Ali le retrouve avec l'aide des habitants de l'île, et ces nouvelles richesses apportent leur lot de joies et de peines. En effet personne ne songe plus à travailler et bientôt la famine menace la population...

## Commentaire
Il s'agit du premier long métrage du réalisateur Karel Zeman (parfois surnommé le « Méliès tchèque ») qui associe ici plusieurs techniques d'animation.

## Fiche technique
- Titre : Le Trésor de l'île aux oiseaux
- Titre original : Poklad Ptacího ostrova
- Réalisation : Karel Zeman
- Scénario : Karel Zeman, d'après une histoire de E.F. Míšek, vers de František Hrubín
- Musique : Zdeněk Liška
- Production : Karel Hutěčka
- Pays d'origine : Tchécoslovaquie
- Technique : marionnettes et dessin animé
- Genre : film d'animation
- Couleur :
- Format : 35 mm
- Durée : 75 minutes
- Date de sortie : 27 mars 1953

## Distribution (voix)
- H. Hustolesova
- Zdenek Kríz